# Vänsterrealism
Vänsterrealism grundad 1984 i Storbritannien av Jock Young och John Lea i och med skriften What Is To Be Done About Law and Order?, är inom kriminologi en socialistisk skolbildning och modern konfliktteori som försöker förklara brottsligheten i relation till och genom dess koppling till klasstillhörigheten, social kontroll och brott. Teorin ger ett perspektiv på brott och avvikande beteende som skiljer sig från den etablerade administrativa kriminologin och Right Realism (högerrealismen).
Vänsterrealismen har sina rötter i den kritiska skolan (jämför kritisk teori) och vänder sig mot det sedan 1980-talet etablerade paradigm om att fler fängelser, längre fängelsestraff, ökad kontroll och hårdare tag mot brottsligheten har en preventiv verkan (se exempelvis DeKeseredy och Perry 2006). Förutom som en reaktion på högerrealismen och den klassiska kriminologin var vänsterrealismen en reaktion mot den idealistiska vänsterns teoretiserande, som bland annat Jock Young menade inte visade något intresse av att praktiskt komma till rätta med kriminaliteten, vilket lämnade fältet fritt för högerrealisterna att monopolisera debatten om lag och ordning. Skolbildningen menar att brottsligheten drabbar arbetarklassen oproportionerligt, exempelvis rån, misshandel, inbrott och våldtäkter, samt att politiska beslut som ökar repressionen endast förvärrar problemen - dock utan att vända sig emot vikten av polisens arbete eller brottspreventiva metoder - samt betonar vikten av en decentraliserad polis och att arbetet måste vara demokratiska och lokalt kontrollerade initiativ (exempelvis på kommunnivå). Vänsterrealister menar att brottslighetens orsaker finns i den relativa fattigdomen (en: relative deprivation) som råder i ett samhälle. 
Skolbildningen har sedan 1980-talet dess vunnit ökat inflytande inom kriminologin världen över, exempelvis i Kanada och Australien, där ämnet går under namnet Left Realism.